# Springbarsche
Die Springbarsche (Etheostoma) oder Grundelbarsche sind eine Gattung aus der Familie der Echten Barsche (Percidae). Sie umfasst etwa 140 Arten. Die kleinen, 2,9 bis 17 Zentimeter lang werdenden Fische bewohnen meist schnellfließende Gewässer in Nordamerika. Der Sumpfspringbarsch (Etheostoma fusiforme) lebt in Sümpfen, Teichen und langsam fließenden Gewässern in den östlichen USA, von Maine bis Florida. Sie leben bodenorientiert und haben ihre Schwimmblase reduziert oder verloren.

## Fortpflanzung
Während der Laichzeit sind die revierbesitzenden Männchen sehr farbenprächtig. Sie verbergen ihren Laich im Kiesbett der Flüsse, unter Steinen oder im Fall des Sumpfspringbarsches zwischen Wasserpflanzen.

## Arten

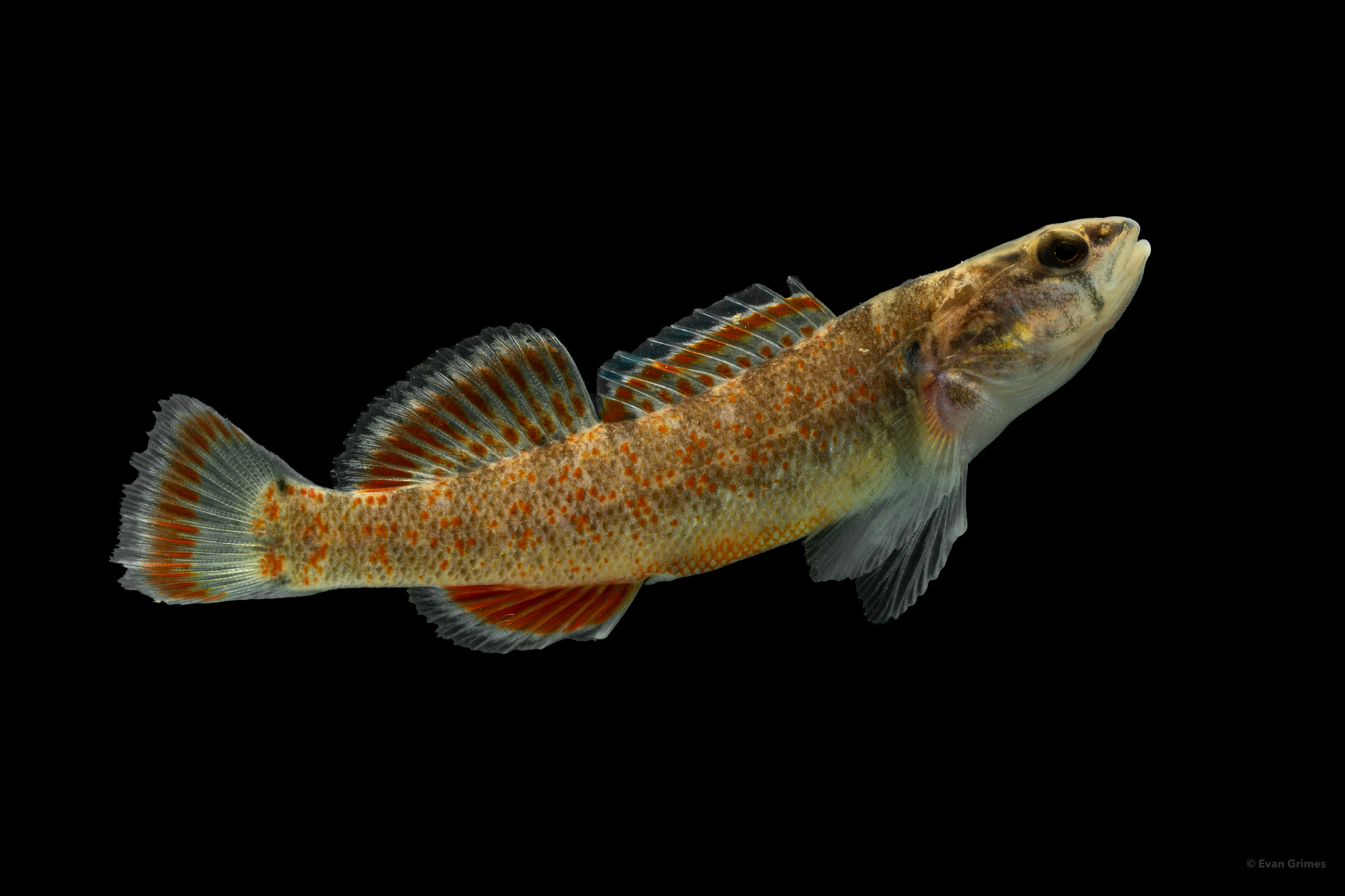
Etheostoma artesiae, Laichfärbung

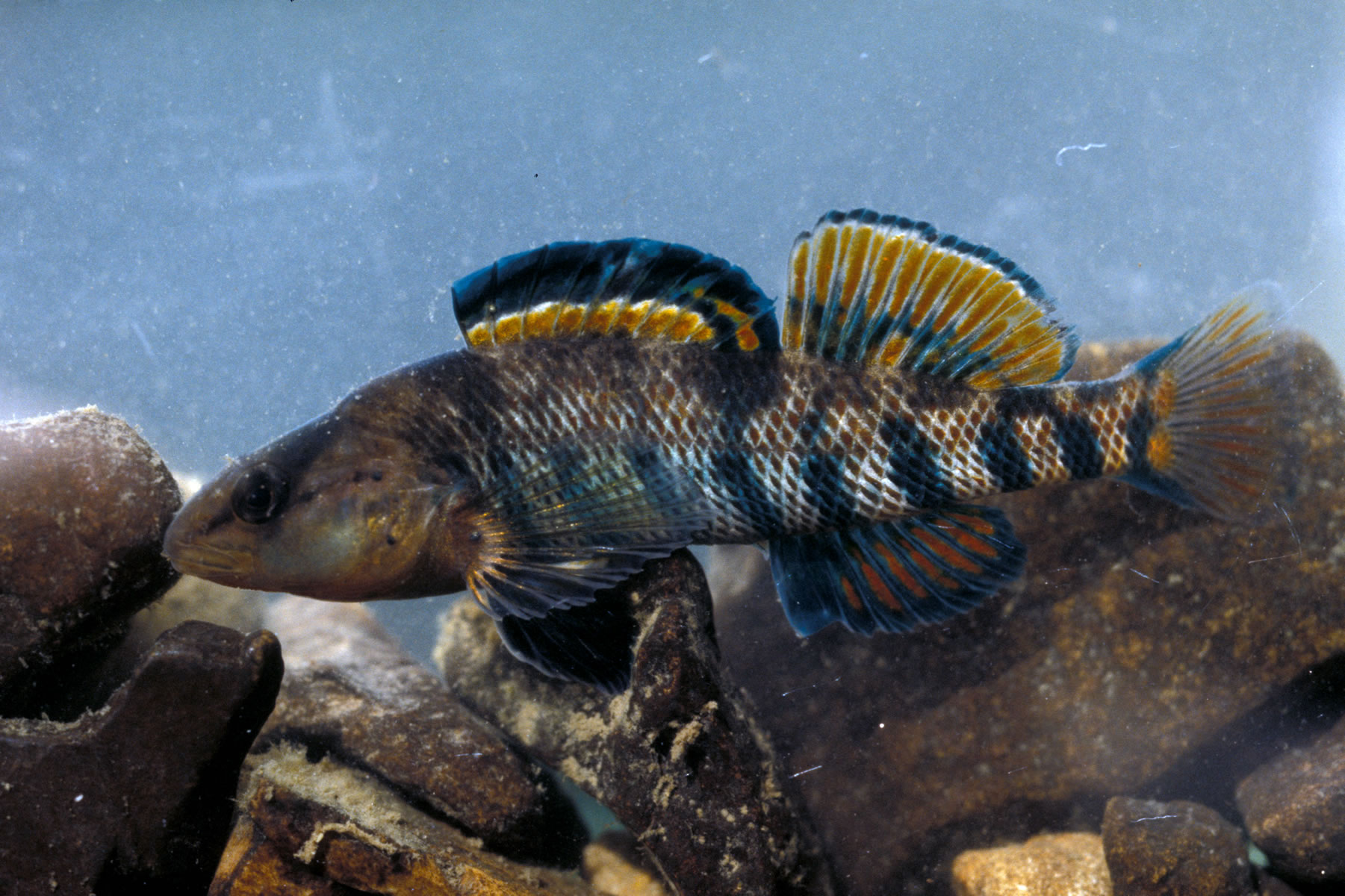
Etheostoma caeruleum

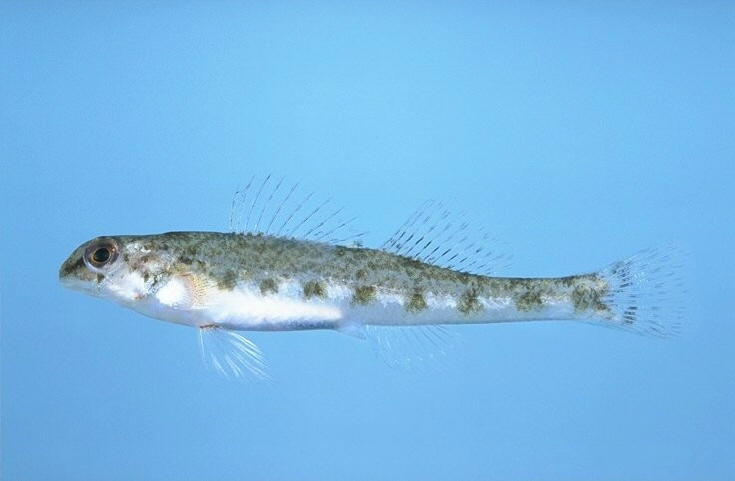
Etheostoma colorosum

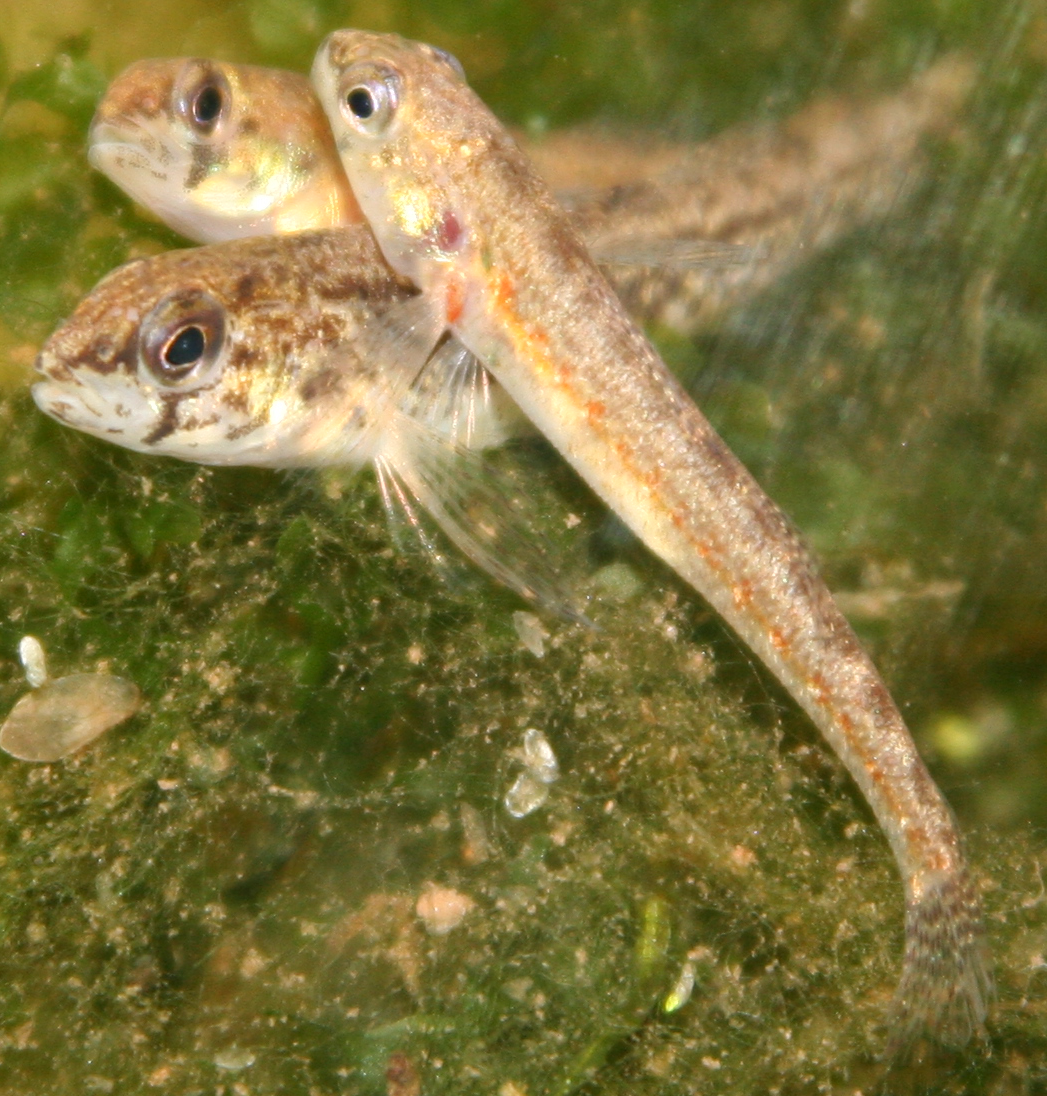
Etheostoma exile

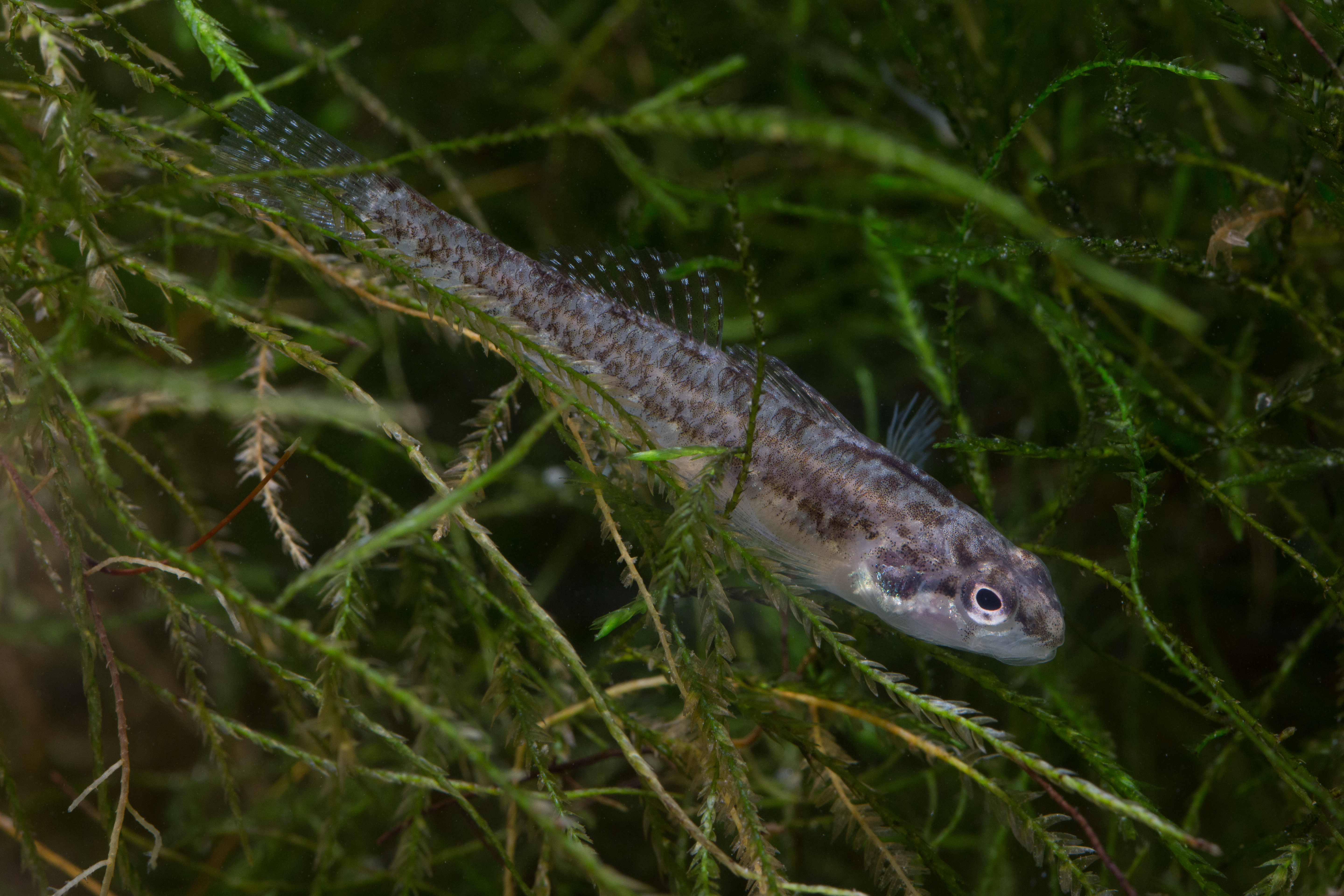
Etheostoma fonticola

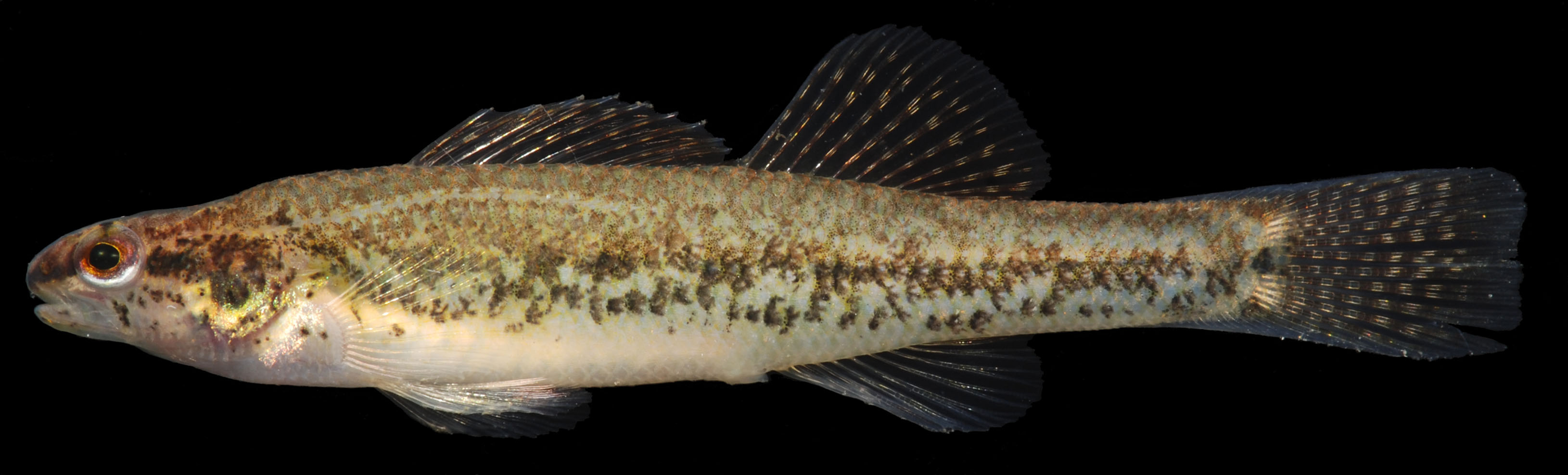
Etheostoma fusiforme

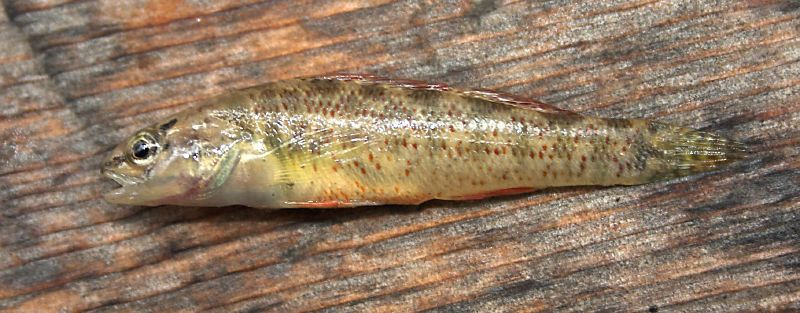
Etheostoma grahami

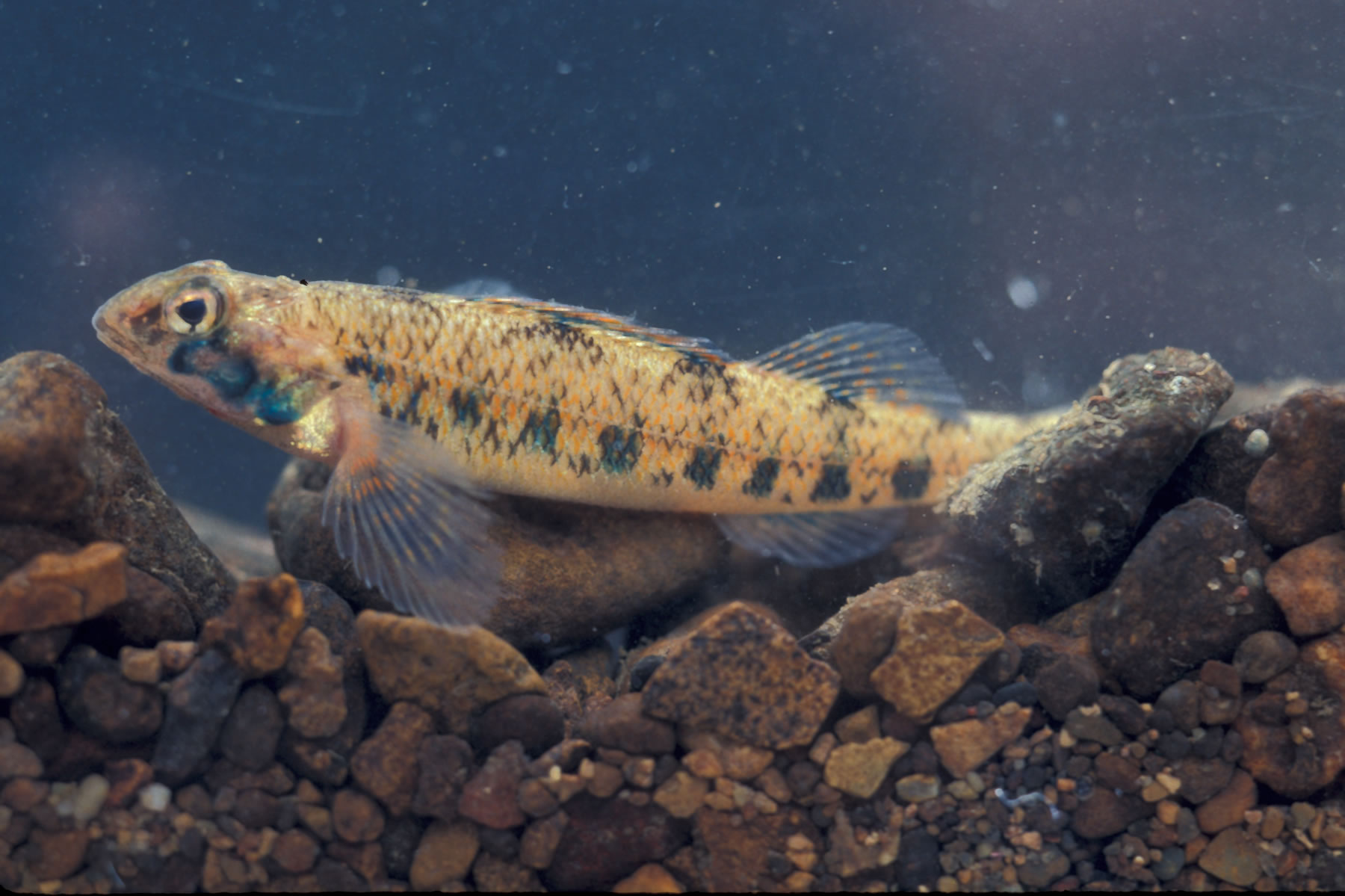
Etheostoma jessiae

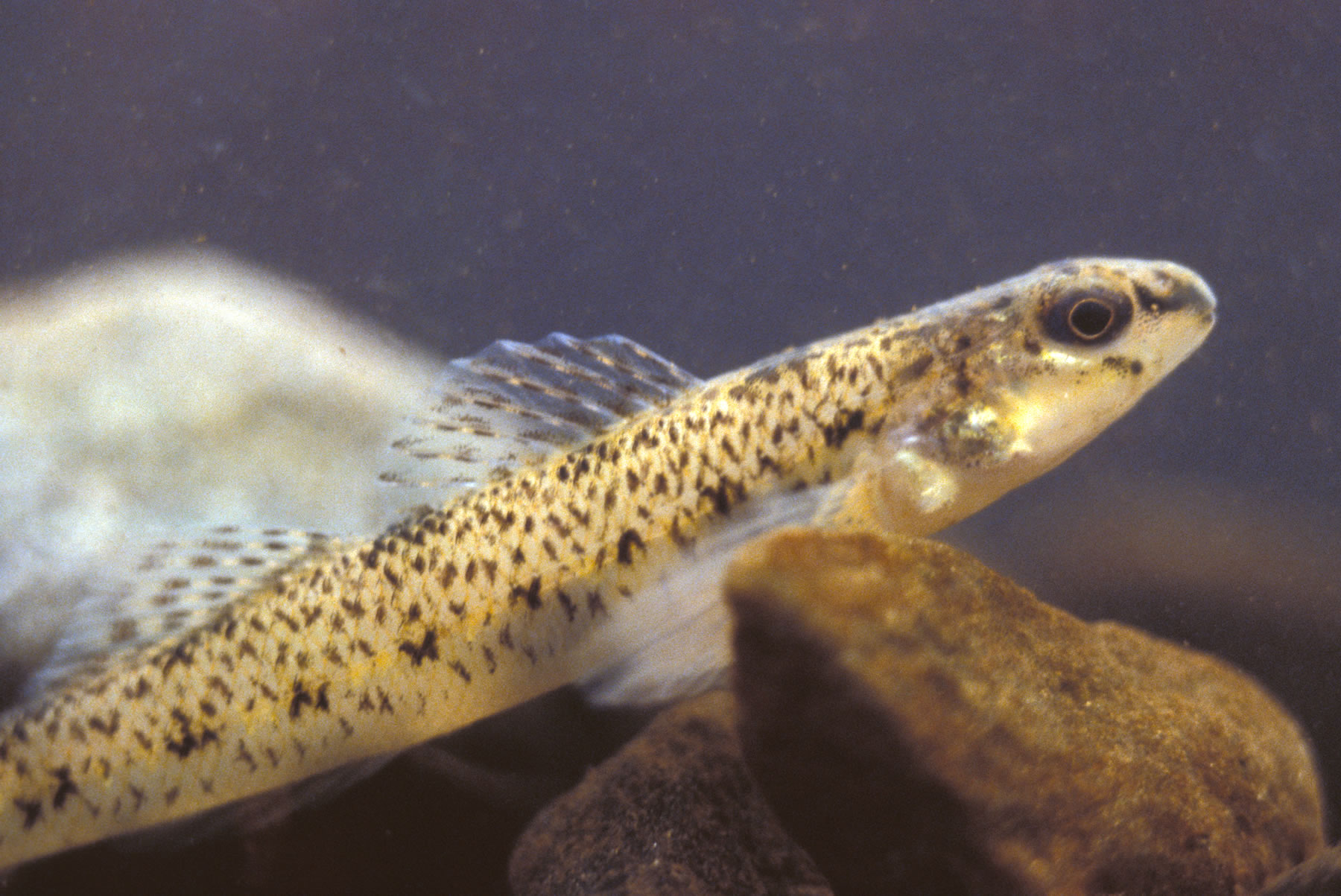
Etheostoma nigrum

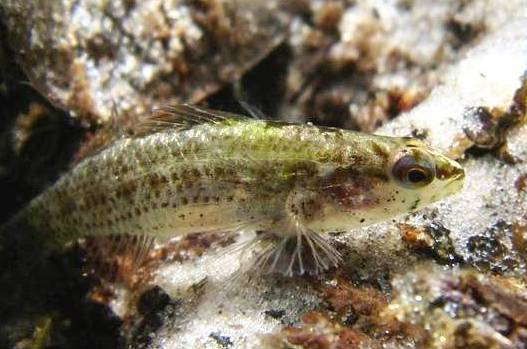
Etheostoma okaloosae

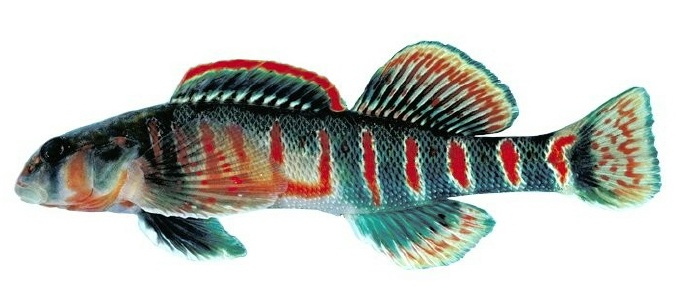
Etheostoma osburni

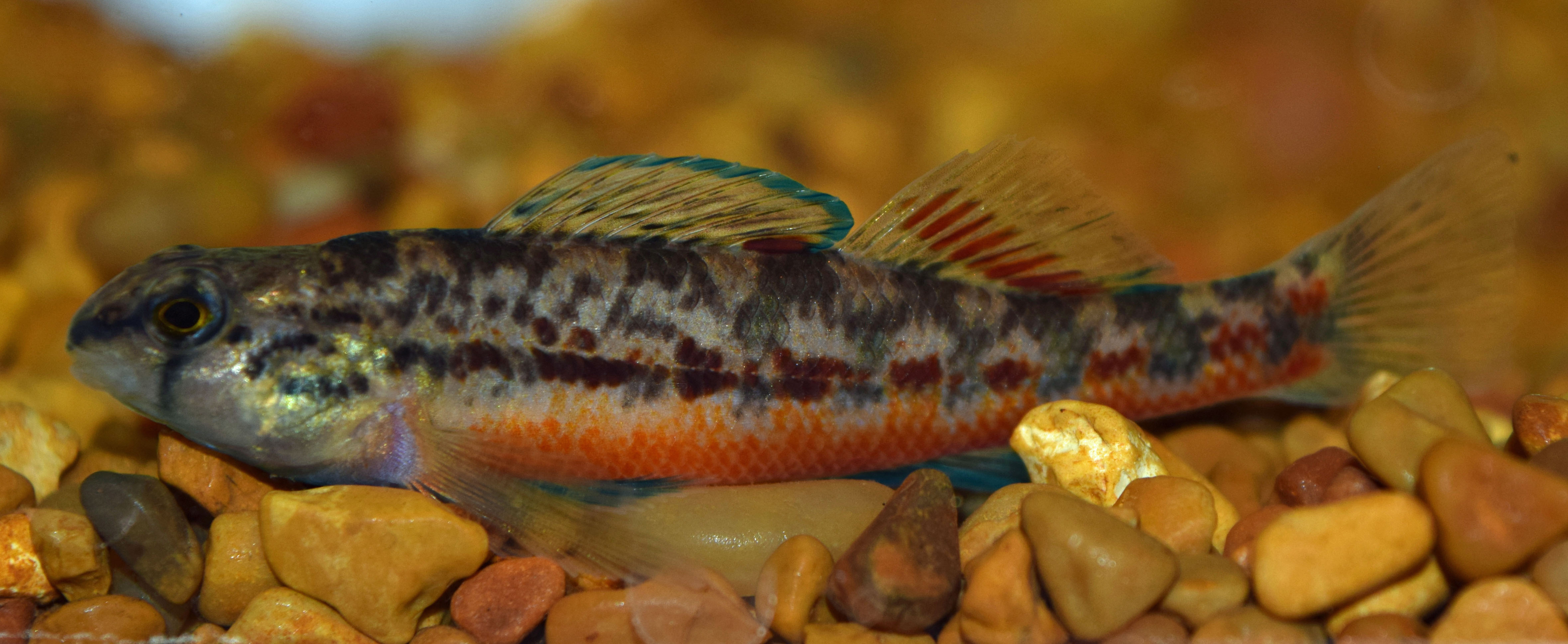
Etheostoma raneyi, Männchen

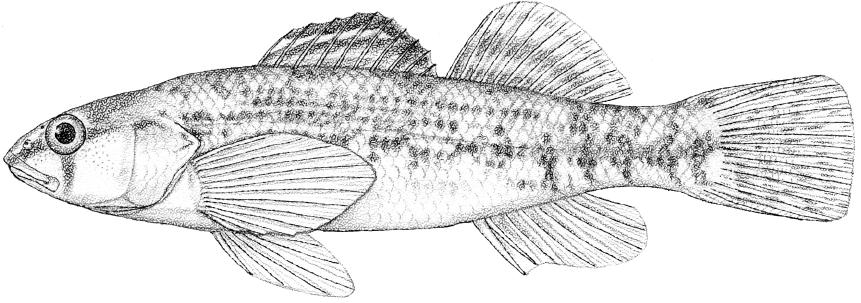
Etheostoma spectabile

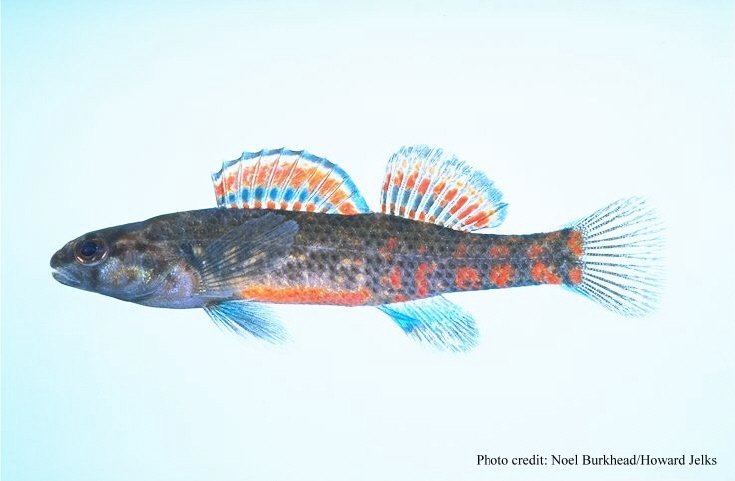
Etheostoma swaini

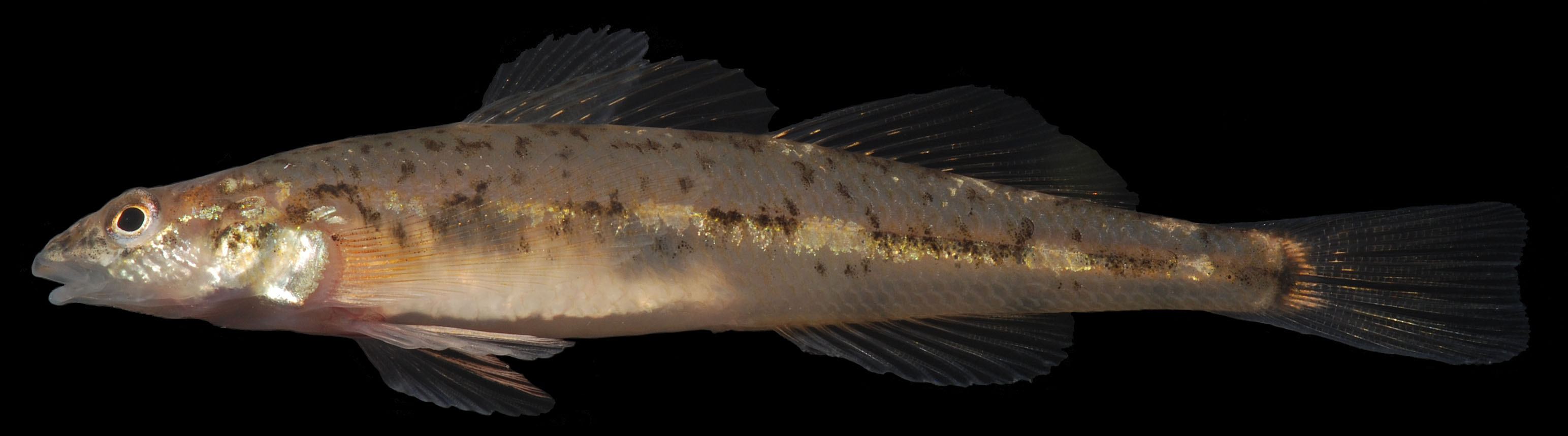
Etheostoma vitreum

- Etheostoma acuticeps, Bailey, 1959
- Etheostoma aquali, Williams & Etnier, 1978
- Etheostoma artesiae, (Hay, 1881)
- Etheostoma asprigene, (Forbes in Jordan, 1878)
- Etheostoma atripinne, (Jordan, 1877)
- Etheostoma australe, Jordan, 1889
- Etheostoma baileyi, Page & Burr, 1982
- Etheostoma barbouri, Kuehne & Small, 1971
- Etheostoma barrenense, Burr & Page in Page & Burr, 1982
- Etheostoma bellator, Suttkus & Bailey, 1993
- Etheostoma bellum, Zorach, 1968
- Etheostoma bison, Ceas & Page, 1997
- Etheostoma blennioides, Rafinesque, 1819
- Etheostoma blennius, Gilbert & Swain in Gilbert, 1887
- Etheostoma boschungi, Wall & Williams, 1974
- Etheostoma brevirostrum, Suttkus & Etnier, 1991
- Etheostoma burri, Ceas & Page, 1997
- Etheostoma caeruleum, Storer, 1845
- Etheostoma camurum, (Cope, 1870)
- Etheostoma chermocki, Boschung, Mayden & Tomelleri, 1992
- Etheostoma chienense, Page & Ceas in Page, Ceas, Swofford & Buth, 1992
- Etheostoma chlorobranchium, Zorach, 1972
- Etheostoma chlorosomum, (Hay, 1881)
- Etheostoma chuckwachatte, Mayden & Wood in Wood & Mayden, 1993
- Etheostoma cinereum, Storer, 1845
- Etheostoma clinton, Mayden & Layman 2012
- Etheostoma collettei, Birdsong & Knapp, 1969
- Etheostoma collis, (Hubbs & Cannon, 1935)
- Etheostoma colorosum, Suttkus & Bailey, 1993
- Etheostoma coosae, (Fowler, 1945)
- Etheostoma corona, Page & Ceas in Page, Ceas, Swofford & Buth, 1992
- Etheostoma cragini, Gilbert, 1885
- Etheostoma crossopterum, Braasch & Mayden, 1985
- Etheostoma cyanoprosopum Kozal et al., 2017
- Etheostoma davisoni, Hay, 1885
- Etheostoma denoncourti, Stauffer & van Snik, 1997
- Etheostoma ditrema, Ramsey & Suttkus, 1965
- Etheostoma douglasi, Wood & Mayden, 1993
- Etheostoma duryi, Henshall, 1889
- Etheostoma edwini, (Hubbs & Cannon, 1935)
- Etheostoma etnieri, Bouchard, 1977
- Etheostoma etowahae, Wood & Mayden, 1993
- Etheostoma euzonum, (Hubbs & Black, 1940)
- Etheostoma exile, (Girard, 1859)
- Etheostoma flabellare, Rafinesque, 1819
- Etheostoma flavum, Etnier & Bailey, 1989
- Etheostoma fonticola, (Jordan & Gilbert, 1886)
- Etheostoma forbesi, Page & Ceas in Page, Ceas, Swofford & Buth, 1992
- Etheostoma fragi, Distler, 1968
- Etheostoma fricksium, Hildebrand, 1923
- Sumpfspringbarsch (Etheostoma fusiforme), (Girard, 1854)
- Etheostoma gore, Mayden & Layman 2012
- Etheostoma gracile, (Girard, 1859)
- Etheostoma grahami, (Girard, 1859)
- Etheostoma histrio, Jordan & Gilbert in Gilbert, 1887
- Etheostoma hopkinsi, (Fowler, 1945)
- Etheostoma inscriptum, (Jordan & Brayton, 1878)
- Etheostoma jessiae, (Jordan & Brayton in Jordan, 1878)
- Etheostoma jimmycarter, Mayden & Layman 2012
- Etheostoma jordani, Gilbert, 1891
- Etheostoma juliae, Meek, 1891
- Etheostoma kanawhae, (Raney, 1941)
- Etheostoma kantuckeense, Ceas & Page, 1997
- Etheostoma kennicotti, (Putnam, 1863)
- Etheostoma lachneri, Suttkus & Bailey in Suttkus, Bailey & Bart, 1994
- Etheostoma lawrencei, Ceas & Burr, 2002
- Etheostoma lepidum, (Baird & Girard, 1853)
- Etheostoma longimanum, Jordan, 1888
- Etheostoma lugoi, Norris & Minckley, 1997
- Etheostoma luteovinctum, Gilbert & Swain in Gilbert, 1887
- Etheostoma lynceum, Hay in Jordan, 1885
- Etheostoma maculatum, Kirtland, 1840
- Etheostoma mariae, (Fowler, 1947)
- Etheostoma meridianum, (Williams, 1975)
- Etheostoma microlepidum, Raney & Zorach, 1967
- Etheostoma microperca, Jordan & Gilbert in Jordan, 1888
- Etheostoma moorei, Raney & Suttkus, 1964
- Etheostoma nebra, Near & Thomas, 2015
- Etheostoma neopterum, Howell & Dingerkus, 1978
- Etheostoma nianguae, Gilbert & Meek in Gilbert, 1887
- Etheostoma nigripinne, Braasch & Mayden, 1985
- Etheostoma nigrum, nigrum Rafinesque, 1820
- Etheostoma nigrum, Rafinesque, 1820
- Etheostoma nigrum, susanae (Jordan & Swain, 1883)
- Etheostoma nuchale, Howell & Caldwell, 1965
- Etheostoma obama, Mayden & Layman 2012
- Etheostoma obeyense, Kirsch, 1892
- Etheostoma okaloosae, (Fowler, 1941)
- Etheostoma olivaceum, Braasch & Page, 1979
- Etheostoma olmstedi, Storer, 1842
- Etheostoma oophylax, Ceas & Page in Page, Ceas, Swofford & Buth, 1992
- Etheostoma osburni, (Hubbs & Trautman, 1932)
- Etheostoma pallididorsum, Distler & Metcalf, 1962
- Etheostoma parvipinne, Gilbert & Swain in Gilbert, 1887
- Etheostoma percnurum, Jenkins in Jenkins & Burkhead, 1994
- Etheostoma perlongum, (Hubbs & Raney, 1946)
- Etheostoma phytophilum, Bart & Taylor, 1999
- Etheostoma podostemone, Jordan & Jenkins in Jordan, 1889
- Etheostoma pottsii, (Girard, 1859)
- Etheostoma proeliare, (Hay, 1881)
- Etheostoma pseudovulatum, Page & Ceas in Page, Ceas, Swofford & Buth, 1992
- Etheostoma punctulatum, (Agassiz, 1854)
- Etheostoma pyrrhogaster, Bailey & Etnier, 1988
- Etheostoma radiosum, (Hubbs & Black, 1941)
- Etheostoma rafinesquei, Burr & Page in Page & Burr, 1982
- Etheostoma ramseyi, Suttkus & Bailey in Suttkus, Bailey & Bart, 1994
- Etheostoma raneyi, Suttkus & Bart in Suttkus, Bailey & Bart, 1994
- Etheostoma rubrum, Raney & Suttkus, 1966
- Etheostoma rufilineatum, (Cope, 1870)
- Etheostoma rupestre, Gilbert & Swain in Gilbert, 1887
- Etheostoma sagitta, (Jordan & Swain, 1883)
- Etheostoma saludae, (Hubbs & Cannon, 1935)
- Etheostoma sanguifluum, (Cope, 1870)
- Etheostoma scotti, Bauer, Etnier & Burkhead, 1995
- Etheostoma segrex, Norris & Minckley, 1997
- Etheostoma sellare, (Radcliffe & Welsh, 1913)
- Etheostoma sequatchiense, Burr, 1979
- Etheostoma serrifer, (Hubbs & Cannon, 1935)
- Etheostoma simoterum, (Cope, 1868)
- Etheostoma simoterum, simoterum (Cope, 1868)
- Etheostoma smithi, Page & Braasch, 1976
- Orangekehliger Springbarsch (Etheostoma spectabile), (Agassiz, 1854)
- Etheostoma squamiceps, Jordan, 1877
- Etheostoma stigmaeum, (Jordan, 1877)
- Etheostoma striatulum, Page & Braasch, 1977
- Etheostoma swaini, (Jordan, 1884)
- Etheostoma swannanoa, Jordan & Evermann in Jordan, 1889
- Etheostoma tallapoosae, Suttkus & Etnier, 1991
- Etheostoma tecumsehi, Ceas & Page, 1997
- Etheostoma teddyroosevelt, Mayden & Layman 2012
- Etheostoma tetrazonum, (Hubbs & Black, 1940)
- Etheostoma thalassinum, (Jordan & Brayton, 1878)
- Etheostoma tippecanoe, Jordan & Evermann, 1890
- Etheostoma trisella, Bailey & Richards, 1963
- Etheostoma tuscumbia, Gilbert & Swain in Gilbert, 1887
- Etheostoma uniporum, Distler, 1968
- Etheostoma variatum, Kirtland, 1840
- Etheostoma virgatum, (Jordan, 1880)
- Etheostoma vitreum, (Cope, 1870)
- Etheostoma vulneratum, (Cope, 1870)
- Etheostoma wapiti, Etnier & Williams, 1989
- Etheostoma whipplei, (Girard, 1859)
- Etheostoma zonale, (Cope, 1868)
- Etheostoma zonifer, (Hubbs & Cannon, 1935)
- Etheostoma zonistium, Bailey & Etnier, 1988

## Bemerkung
1. ↑  ᾕθεος schwach (bezahnt), στομα Maul